# جو ماس
جو ماس (بالهولندية: Jo Maas)‏ ولد بتاريخ 6 أكتوبر 1954 في هولندا، هو دراج هولندي سابق في صنف سباق الدراجات على الطريق.

## سجل النتائج

### سباقات أو مراحل فاز بها
- طواف فرنسا

## وصلات خارجية
- الموقع الرسمي

## روابط خارجية
- جو ماس على موقع أرشيف الدراجات (الإنجليزية)
- جو ماس على موقع إحصائيات الدراجات الإحترافية (الإنجليزية)
- جو ماس على موقع CycleBase (الإنجليزية)